# Flavia Serena

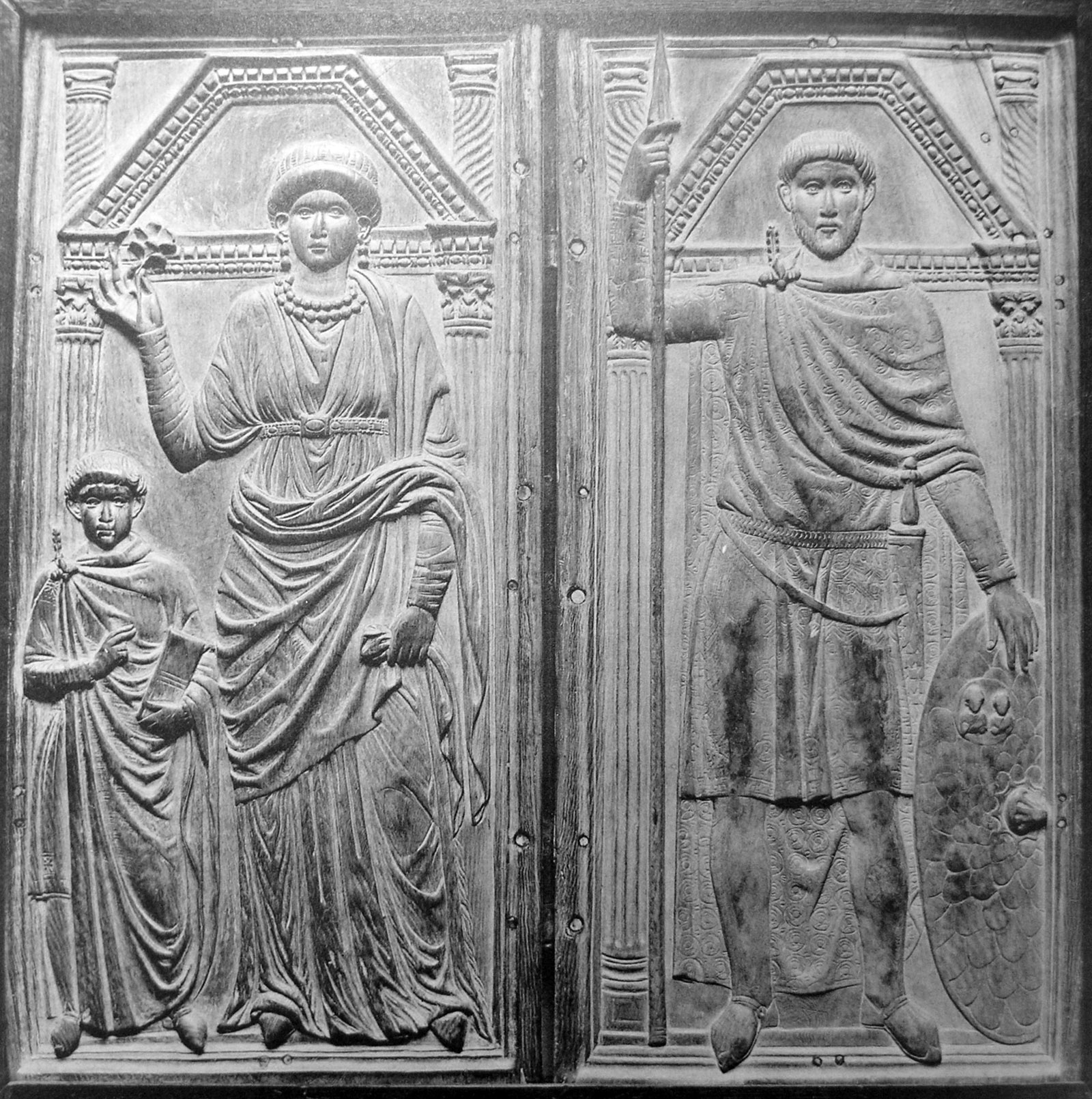
Serena con su marido Estilicón y su hijo Euquerio, díptico de marfil de hacia 400.

Flavia Serena era miembro de la dinastía teodosiana y sobrina e hija adoptiva de Teodosio I. 
Poco antes de la muerte de su tío en 395, él concertó su matrimonio con su magister militum, Flavio Estilicón. Residió en la corte de su primo, Honorio. Allí seleccionó una esposa para el poeta de la corte, Claudiano, y se hizo cargo de la media hermana de Honorio, su prima Gala Placidia. Ella y Estilicón tuvieron un hijo, Euquerio, y dos hijas, María y Termancia, con las cuales se casó Honorio de manera sucesiva, y que llevaban los nombres de su madre María y hermana Termancia.
Estilicón fue ejecutado por órdenes de Honorio en 408. Durante el sitio de Roma por los visigodos, al año siguiente, Serena fue acusada falsamente de conspiración con los godos y ejecutada con el consentimiento de Gala Placidia.